# Ctenognophos imaginata
Ctenognophos imaginata är en fjärilsart som beskrevs av Louis Beethoven Prout 1931. Ctenognophos imaginata ingår i släktet Ctenognophos och familjen mätare. Inga underarter finns listade i Catalogue of Life.